# غوشوغاوارا (آوموري)
 غوشوغاوارا مدينة تقع ضمن محافظة آوموري في اليابان، تأسست في 3/28/2005، بلغ عدد تعداد سكانها في 1 يناير – 2008 حوالي 60788 مساحتها الإجمالية حوالي 404.58 كم٢ لتصبح كثافة سكانها 150 نسمة لكل كيلو متر مربع.

## أعلام
- أوسامو دازاي